# Lavrentij Avdějevič Obuchov
Lavrentij Avdějevič Obuchov (rusky Лаврентий Авдеевич Обухов, kolem 1632 – 1665) byl ruský administrátor, působil na Sibiři, naposledy jako vojevoda v Ilimsku.

## Život
Lavrentij Avdějevič Obuchov byl synem Avděje Kirilloviče Obuchova, statkáře v Jurjevském újezdu Vladimirské gubernie. Roku 1660 byl zapsán mezi moskevské šlechtice (московские дворяне), od roku 1662 vykonával úřad ilimského vojevody.
V Ilimsku získal neblahou pověst svou zvůlí a utiskováním obyvatel. V noci 28. června 1665 byl zavražděn skupinou místních kozáků, rolníků a řemeslníků vedenou Nikiforem Černigovským. Přepaden byl, když se lodí po Leně vracel z kirenského jarmarku do Ilimsku. Stalo se to u ostrova (později nazvaného Obuchovův ostrov) 26 km od Kirenska. Vojevodovi lidé na lodi nebyli ozbrojeni. V šarvátce útočníci zabili šest a zranili deset lidí vojevodova doprovodu a samotného vojevodu utopili poté, co na útěku skočil do vody.
Po útoku rebelové vyloupili Kirensk, a vypluli z Kirenska po proudu Leny. V následujícím městečku, Čečujsku, sestavili a předali tamnímu náčelníkovi list pro cara, v němž vysvětlovali svůj čin. Z listu se zachovaly pouze tři stránky. Ospravedlňovali se lichvou a krutým chováním Obuchova, který zdržoval jejich stížnosti poslané přes Jakutsk. Také vinili Obuchova z věznění popa Fomy Kirillova a znásilnění jeho ženy Palagejky Nikiforovy, snad dcery Nikifora Černigovského Roku 1673 Černigovskij a další, celkem 101 lidí, v žádosti o milost, kterou zaslali z Albazinu do Moskvy, zabití Obuchova zdůvodnili jeho nesnesitelným chováními, znásilňováním jejich žen a vymáháním jejich majetku.
Rebelové, jejich počet vzrostl z původních 22 na 84, uprchli na Amur, kde vybudovali ostroh Albazin a podřídili se nejbližšímu představiteli ruskéhoho státu v Něrčinsku.
Po několika žádostech Albazinců o milost 15. března car Alexej I. Michajlovič za vraždu Obuchova odsoudil Černigovského se syny a dalšími, celkem 17 lidí, k trestu smrti, a 46 účastníků vzpoury k zbičování a useknutí ruky, nicméně za zásluhy o ruskou moc na Amuru je všechny 17. března (na své jmeniny o svátku Alexije z Edessy) omilostnil a oficiálně přijal do služby.
Značné jmění Lavrentije Obuchova zdědili jeho synové Alexandr, Alexej a Vasilij.